# Keizersgracht

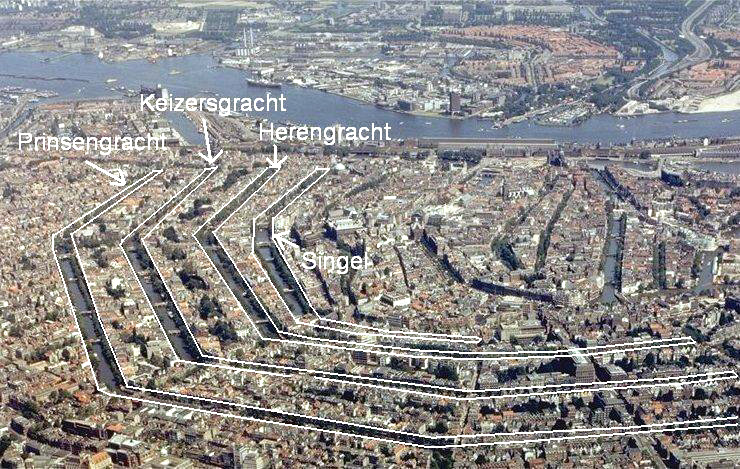
Der Grachtengürtel westlich und südlich der Amsterdamer Altstadt

Die Keizersgracht (deutsch „Kaisergraben“) ist eine der vier zum Amsterdamer Grachtengürtel gehörenden, halbkreisförmig um die Amsterdamer Altstadt angelegten Grachten. Sie liegt westlich und südlich des mittelalterlichen Stadtkerns. Die östliche Verlängerung der Keizersgracht jenseits der Amstel heißt Nieuwe Keizersgracht (deutsch „Neuer Kaisergraben“). Parallel zur Keizersgracht verlaufen im Osten die Herengracht und der ehemalige mittelalterliche Stadtgraben Singel, im Westen die Prinsengracht.
Die Keizersgracht entstand in zwei Bauabschnitten ab 1612 und ab 1658. Zu den bedeutendsten Baudenkmälern gehört die am Westermarkt zwischen Keizersgracht und Prinsengracht gelegene Westerkerk.

## Geschichte

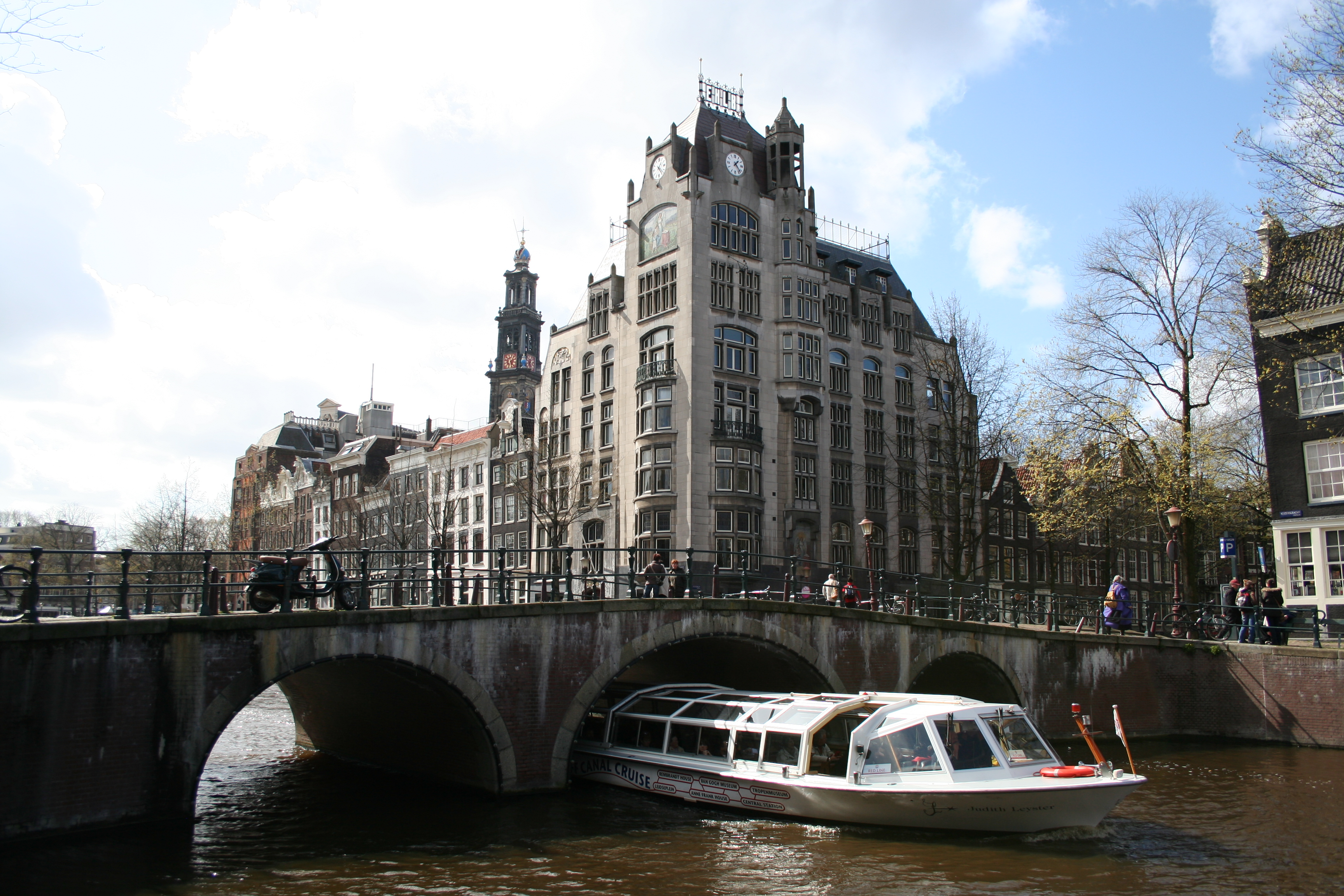
Kreuzung Keizers- und Leliegracht

Die Keizersgracht wurde im Jahr 1612 auf Initiative von Bürgermeister Frans Hendricksz Oetgens van Waveren, Stadtbaumeister Hendrick Jacobsz Staets und Stadtvermesser Lucas Jansz Sinck angelegt. Sie ist die breiteste Gracht im Zentrum von Amsterdam. Die Gracht wurde zu Ehren von Kaiser Maximilian I. (HRR) benannt.
Mit dem Bau der Straße und des Grabens wurde im Westen der Altstadt begonnen. Der südliche Teil zwischen Leidsegracht und Amstel entstand im Zuge einer Erweiterung im Jahr 1658. Der jüngste Teil ist die Fortsetzung jenseits der Amstel bis zur Plantage, dieser erhielt den Namen Nieuwe Keizersgracht.
Im Haus Keizersgracht 333 befand sich der Querido Verlag, der ab 1933 unter der Leitung von Fritz Helmut Landshoff die Werke bedeutender deutschsprachiger Schriftsteller verlegte, die in Nazideutschland verboten wurden, und so für die deutsche Exilliteratur eine wichtige Rolle spielte.

## Querschnitt und Verlauf

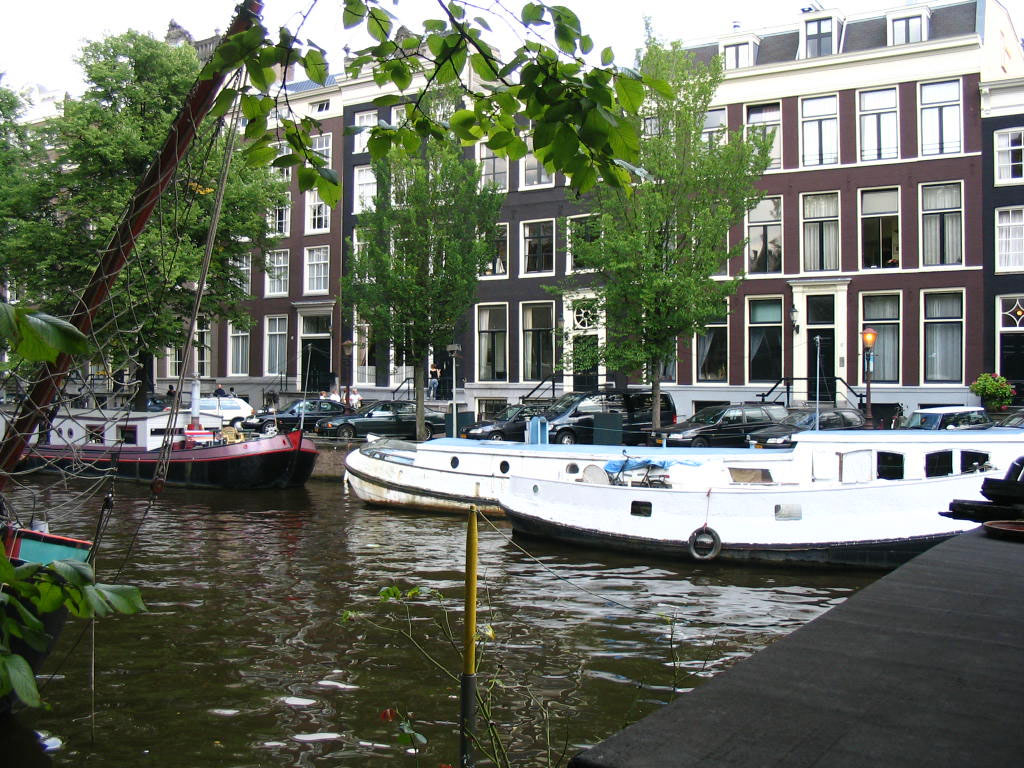
Keizersgracht

Die Straße besteht aus einem breiten schiffbaren Kanal in der Mitte, der beiderseits durch eine befahrbare Straße zur Erschließung der Häuser begrenzt und in Höhe von Querstraßen von insgesamt 14 Brücken überspannt wird. Die Fahrdämme sind heute, wie in der Amsterdamer Altstadt üblich, als Einbahnstraßen ausgewiesen, sodass der Kanal einen breiten Mittelstreifen bildet.
Die Grundstücke sind entsprechend der typischen altholländischen Bauweise in der Regel sehr tief, aber besitzen nur eine schmale Straßenfront.
Die Keizersgracht hat eine Länge von 2,7 Kilometern und beginnt im Nordwesten der Altstadt an der Brouwersgracht und verläuft zunächst in südwestlicher Richtung. Kurz vor der Querung der Raadhuisstraat, an der Westerkerk, macht sie einen Knick in südliche Richtung. Weitere Knicke an der Leidsegracht, der Nieuwe Spiegelstraat und der Reguliersgracht lenken den Verlauf in östliche Richtung, bis die Keizersgracht im Süden der Altstadt auf den natürlichen Fluss Amstel stößt.
Etwas südlich der Einmündung der Keizersgracht führt die Magere Brug über die Amstel.
Jenseits der Amstel liegt die kurze Nieuwe Keizersgracht, die bis zur Plantage führt und von zwei weiteren Brücken gequert wird, darunter der Weesperstraat.
Im Zuge von Raadhuisstraat, Leidsestraat, Vijzelstraat und Utrechtsestraat wird die Keizersgracht von Straßenbahnen gekreuzt, mit Ausnahme der Vijzelstraat befinden sich an der Keizersgracht Haltestellen. Die Nieuwe Keizersgracht wird im Zuge der Weesperstraat von der U-Bahn unterquert, der nächste Bahnhof liegt einen Block weiter nördlich am Waterlooplein.
Alle Abschnitte der Gracht gehören zum Stadtteil Amsterdam-Centrum.

## Bekannte Bauwerke

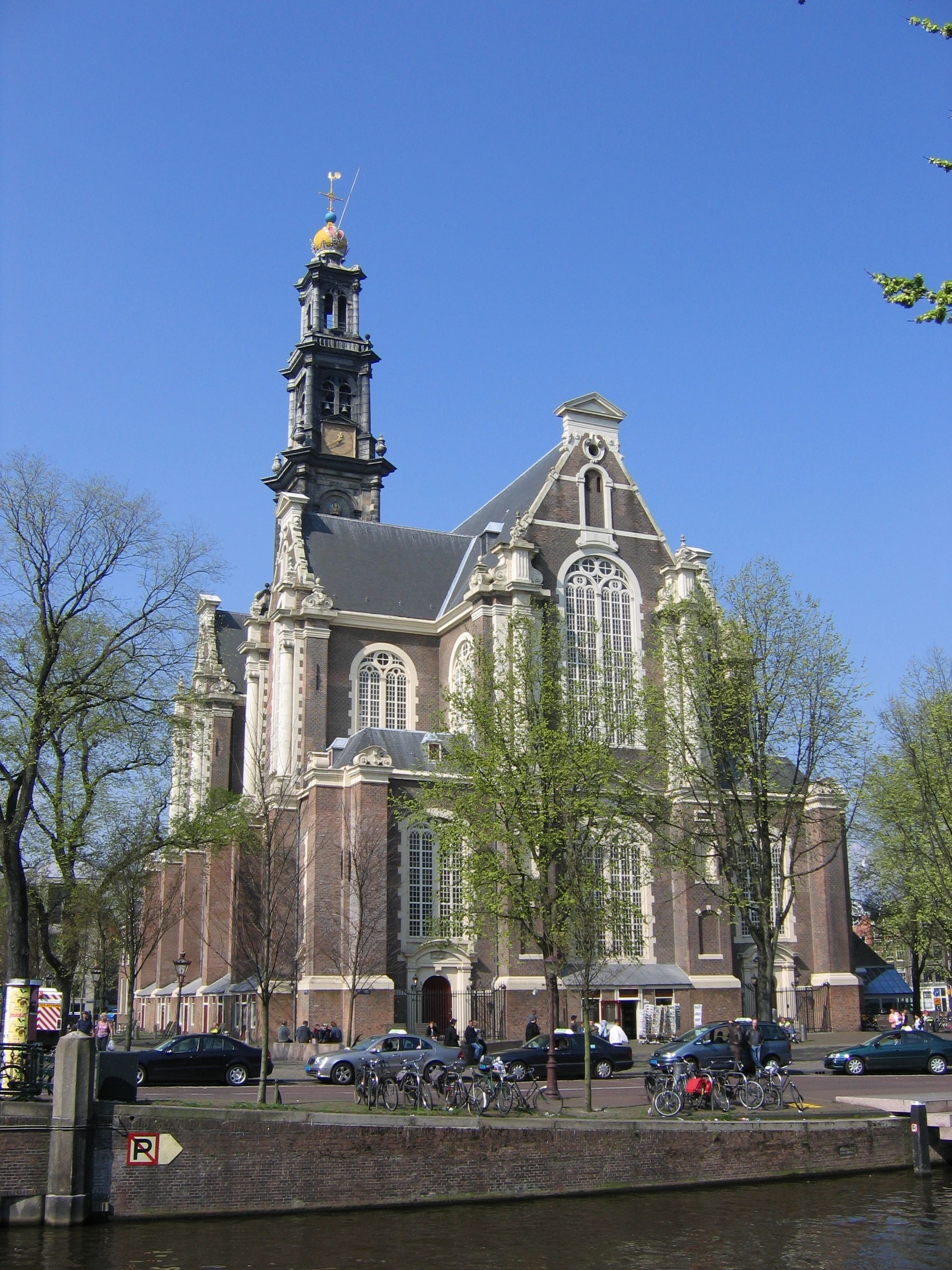
Die Westerkerk, Ostfassade zur Keizersgracht

Zu den zahlreichen Baudenkmalen der Straße gehören
- Keizersgracht 102: De Rode Hoed (1630)
- Keizersgracht 123: das Huis met de hoofden (1622)
- Keizersgracht 177: de Coymanshuizen, entworfen von Jacob van Campen (1625)
- Keizersgracht 209: de Hoop (1734)
- Keizersgracht 220: die Liebfrauenkirche (1854)
- Keizersgracht 224: Saxenburg (1765)
- Keizersgracht 225: De Koopermoole (1746)
- Keizersgracht 324: Felix Meritis (1787)
- Keizersgracht 333: (1710) befand sich der Querido Verlag.[3]
- Keizersgracht 334–336: das Claes Reinierszhofje (1618)
- Keizersgracht 401: Huis Marseille (1665), heute das Museum für Fotografie
- Keizersgracht 609: FOAM, Fotografiemuseum Amsterdam, früher Museum Fodor
- Keizersgracht 672–674: die Van Raey-Häuser, heute Museum Van Loon (1671)
- Keizersgracht 676: die Neue Wallonische Kirche (1856)

Viele der prächtigen barocken Grachtenhäuser in der Keizersgracht wurden durch die Amsterdamer Architekten Philips Vingboons (1607–78) und Adriaan Dortsman (1635–82) errichtet.
An der Ecke Raadhuisstraat befinden sich außerdem die Westerkerk (1620–31) und das weltweit erste Mahnmal gegen die Verfolgung Homosexueller, das Homomonument (1987).

## Hausnummern
Die Nummerierung der Häuser in der Keizersgracht beginnt am nordwestlichen Ende der Straße. Die ungeraden Nummern liegen auf der „inneren“ (zur Altstadt hin gelegenen) Straßenseite, die geraden an der Außenseite.
- In Höhe Keizersgracht 200 und 183 kreuzt die Raadhuisstraat
- In Höhe Keizersgracht 508 und 455 kreuzt die Leidsestraat
- In Höhe Keizersgracht 648 und 589 kreuzt die Vijzelstraat
- In Höhe Keizersgracht 764 und 709 kreuzt die Utrechtsestraat

## Bekannte Bewohner
Zu den bekannten Bewohnern der Straße gehören:
- John Adams (1735–1826), zweiter Präsident der USA, Keizersgracht 529
- Paul Biegel (1925–2006), Kinderbuchautor
- Jan de Bisschop (1628–1671), Grafiker und Rechtsanwalt, Keizersgracht 97
- Johann Rudolph Glauber (1604–1670), Apotheker und erster industrieller Chemiker, verm. Keizersgracht 109
- Mattheus Lestevenon (1715–1797), Ratsherr und Diplomat; Thomas Hope (1704–1779), Henry Hope (um 1735–1811) und Adriaan van der Hoop (1778–1854), Kunstsammler und Bankiers, alle in der Keizersgracht 444–446, der früheren Öffentlichen Bibliothek
- Han van Meegeren (1889–1947), Maler und Kunstfälscher, Keizersgracht 321
- Benno Premsela (1920–1997), Architekt und LGBT-Aktivist, Keizersgracht 518
- Nicolaes Tulp (1593–1674), Amsterdamer Bürgermeister und Chirurg